# Klodevig 1.
Klodevig 1. (frankisk: Chlodowech, fransk: Clovis, latin: Chlodovechus, ca. 466 – 27. november 511 i Paris) var frankisk konge og tilhørte merovingernes slægt. Han var søn af Childerik 1., som han fulgte som konge for de ”saliske” franker i 481. I en serie krige udvidede Klodevig sit rige til at omfatte de nordlige og vestlige dele af nutidens Frankrig, og han anses af mange for at være Frankrigs grundlægger. Klodevig blev omvendt til katolicismen, hvad der fik stor betydning for etableringen af den kristne tro i Europa.

## Introduktion
Største delen af den information, som findes om Klodevig, stammer fra Gregor af Tours, en biskop med tætte forbindelser til den frankiske statsmagt. Som frankernes krønikeskriver giver han mange oplysninger, men de er ikke altid pålidelige.
Frankerne selv kaldte deres konge  Chlodowech, et navn bestående af forleddet chlod = "berømt" og efterleddet wig = "kamp" eller "strid". Navnet forekommer også i en latiniseret form som Ludovic, og på fransk er det blevet til Louis (Ludvig på dansk og Ludwig på tysk), som er det almindeligste navn på Frankrigs konger. Chlod forekommer også i mange andre kongelige, franske navne som Clotaire, Lothaire, Clodomir og Clotilde.
Klodevig blev født i 466 som søn af Childerik 1. og dronning Basina af Thüringen, der herskede i et rige omkring byerne Tournai og Cambrai nær ved grænsen mellem Belgien og Frankrig, dengang kendt som Toxandrien. I 481 overtog han 15 år gammel et kongedømme, som bl.a. omfattede Reims, Amiens og Boulogne og strakte sig fra den engelske kanal i nord til floden Schelde. Riget bestod desuden af Cambrésis (området omkring Cambrai) bortset fra området omkring Soissons, som var underlagt Aegidius og hans søn, Syagrius.
Klodevig fulgte hele livet den germanske tradition med at udvide sit rige mest muligt og fjerne alle konkurrenter til tronen for at sikre sig, at kun hans egne sønner arvede riget. Klodevig skyede ingen midler, og lod andre frankiske konger og sine egne slægtninge myrde for at rydde vejen for sine sønner.

## Gallien i 400-tallet
I slutningen af det 5. århundrede var den tidligere romerske provins Gallien delt mellem forskellige barbariske folk, som lå i vedvarende krig mod hinanden. Frankerne havde etableret sig i nordvest og gjorde tjeneste som hjælpetropper langs med Rhinen; burgunderne havde etableret sig i Savoyen og omkring Lyon, mens vestgoterne sad mellem Loire og Pyrenæerne (Languedoc) ved Middelhavet. Desuden fandtes der regionale magthavere, som det faldne, romerske imperium havde efterladt sig i 476, bland andet Syagrius' rige ved byen Soissons.
Titlen konge (latin: rex) var ikke ny, for også andre barbariske ledere, som havde kæmpet for Rom, bar titlen, og Klodevigs succeser kan i det mindste delvis forklares på baggrund af frankernes relationer til Rom. De frankiske krigeres disciplin i kamp genspejler kontakterne med det romerske militær. Desuden betød Klodevigs omvendelse til katolicismen, at han blev accepteret af den gallo-romerske elite i de egne, som frankerne overtog, og at han fik støtte fra den katolske kirke. Det var noget, som ikke kun viste sig være en uvurderlig hjælp under Klodevigs erobringer, men som også sikrede den merovingiske slægt den kontinuitet, der gjorde, at den blev den første kristne kongeslægt i Europa. Denne kobling mellem Klodevig og den klassiske, romerske kultur har fået nogle historikere til at betragte Klodevig som en del af senantikken snarere end middelalderen.

## Ekspansion mod vest
I 484 indgik frankerne ved Rhinen en alliance med dem, som boede ved Cambrai, og i 485 giftede sig Klodevig sig med en af deres prinsesser, som fødte ham sønnen Childebert 1. Giftermålet tolkes almindeligvis som en taktisk alliance mellem Klodevig og hans slægtninge mod syd.
Hjulpet af Ragnachar besejrede Klodevig i 486 Syagrius, den sidste romerske statholder i Gallien, ved Soissons i Picardiet. Med sejren fik Klodevig magt over størstedelen af området nord for Loire med byerne Senlis, Beauvais, Soissons og Paris.
Klodevig sikrede derpå en alliance med østgoterne gennem et giftermål mellem deres konge, Theoderik den store og sin søster, Audofleda. I 490'erne foretog Klodevig flere angreb på vestgoterne: bl.a. ved Saintonge i 494 og Bordeaux i 498. Hans mål var åbenbart at udvide sit rige ned til Middelhavet, og han indledte offensiver mod germanerne omkring Rhinen. Han slog først styrker fra Thüringen mod øst i 491, og derpå besejrede han med hjælp fra flere underkonger alemannerne i slaget ved Tulpiacum (Tolbiac) 496.

## Omvendelsen og dåben
I tilknytning til en ikkeangrebspagt med burgunderne fra 493 giftede Klodevig sig med den burgundiske prinsesse Clotilda. Efter sejren over alemannerne omvendte han sig til hendes katolske tro, hvad der var et betydningsfuldt skridt. Andre germanske konger som vestgoterne og vandalerne bekendte sig enten til en hedensk tro eller til arianisme. Med Klodevigs omvendelse til katolicismen blev båndet styrket mellem de germanske erobrere og deres romerske undersåtter, hvoraf de fleste var katolikker. Flere har dog påpeget, at hans konvertering til kristendommen også skabte en afstand mellem Klodevig og hans lydkonger, hvad der kan have svækket hans militære stilling i de følgende år. Båndet til den katolske kirke indebar også, at den merovingiske slægt kunne regne med kirkens uforbeholdne støtte i en meget lang periode. Klodevig lod sig døbe af biskop Remigius i Reims den 25. december 498 sammen med 3.000 krigere. Biskop Remigius skal have sagt ved dåben: "Bøj dit hoved, stolte sigamber! Tilbed, hvad du har brændt, og brænd, hvad du har tilbedt!" med henvisning til sigambrerne, en vestgermansk folkestamme som i 8 f.Kr. blev besejret af kejser Tiberius.
I 500 blev Klodevig tilkaldt af Godegisel, konge i Genève, som var i strid med sin bror, Wiens konge Gundobad, der også var den farbror til Clotilda, som havde ladt hendes forældre myrde. Sammen besejrede de to konger Gundobad i et slag ved floden Ouche nær Dijon. Det tvang Gundobad på flugt til Avignon. Klodevig belejrede Avignon og havde held til at aftvinge sin modstander dele af Burgund og en årlig tribut, men det lykkedes ikke at underkue det burgundiske kongedømme. Da den vestgotiske konge, Alarik 2., kom Gundobad til undsætning, valgte Klodevig at opgive Godegisel. Selv om Klodevig efterlod 5.000 mand hos Godegisel i Wien, lykkedes det Gundobad at indtage byen og dræbe sin bror. Han genvandt kontrollen over Burgund, indgik en alliance med Klodevig, og de to konger kæmpede i 507 sammen i krigen mod vestgoterne.

## Ekspansion mod syd
Tilsyneladende lykkedes det Klodevig at skaffe støtte fra kelterne i Armorica (nu Bretagne), og han indgik en alliance med dem i 500. I foråret 507 gik de frankiske styrker over Loire ved Tours, og de mødte Alariks styrker uden for Poitiers. Slaget ved Vouillé skal have været et af de værste i historien, og det sluttede først, da Alarik 2. var dræbt. Det eneste alternativ for vestgoterne var at trække sig tilbage over Pyrenæerne, og sejren medførte, at Akvitanien blev indlemmet i Klodevigs rige

## Konsolidering
Ifølge Gregor af Tours skal den østromerske kejser, Anastasius 1., have givet Klodevig titlen konsul efter sejren ved Vouillé. Da Klodevig ikke findes omtalt som konsul er det tænkeligt, at han fik en symbolsk titel.
Derefter gjorde han Paris til sin hovedstad og grundlagde et kloster i byen, Saints-Apôtres, der var viet til apostlene Peter og Paulus, på Seinens venstre bred. Klostret blev senere omdøbt efter byens skytshelgen, Genoveva (fransk: Geneviève), men det blev ødelagt i 1802, og i dag er det romanske tårn, Tour Clovis, det eneste, der er tilbage af det. Tårnet står i dag inde i det prestigefyldte Lycée Henri 4. i nærheden af Panthéon.
Gregor beskriver også hvordan Klodevig førte systematiske felttog efter sejren ved Vouillé for at fjerne alle reguli, dvs. frankiske lydkonger: blandt andre Sigibert af Köln og dennes søn, Cholderik; Chararik en anden salisk konge; Ragnachar af Cambrai og dennes brødre, Ricchar og Rigomer af Le Mans.
Umiddelbart før sin død i juli 511 sammenkaldte Klodevig 32 biskopper til en synode i Orléans for at styrke båndene mellem kronen og biskopperne gennem en reform. Han døde den 27. november 511 og blev begravet i Saints-Apôtres i Paris i stedet for Tournai som sin far og de ældre merovingiske konger.

## Riget deles
Efter Klodevigs død deltes riget mellem hans fire sønner: Theoderik 1., Childebert 1., Chlothar 1. og Chlodomer. Det nye politiske kort med kongedømmer i Reims, Orléans, Paris og Soissons, der alle konkurrerede om magten over frankerriget, førte til en lang uenighed, som ikke hørte op før 751, da den karolingiske slægt erstattede den merovingiske på den frankiske trone.
Ifølge fransk historieskrivning var det Klodevig, som grundlagde Frankrig, og han betragtes som den første franske konge. Imidlertid var det tilsyneladende Klodevigs hensigt fra begyndelsen, at riget skulle deles mellem hans sønner, og mange mener, at Hugo Capet er Frankrigs grundlægger.